# Кибиров, Тимур Юрьевич
Тиму́р Ю́рьевич Киби́ров (осет. Къыбырты Юрийы фырт Тимур; род. 15 февраля 1955, Шепетовка, Хмельницкая область) — советский и российский поэт-концептуалист, переводчик. Лауреат премии «Поэт» (2008), Премии Правительства РФ (2010), Государственной премии Республики Северная Осетия-Алания им. К. Л. Хетагурова (2007) и премии «Большая книга» (2020).

## Биография
Тимур Кибиров (настоящая фамилия Запоев) родился 15 февраля 1955 года в осетинской семье. Отец — офицер Советской армии. Мать — учительница в средней школе.
Окончил историко-филологический факультет Московского областного педагогического института (1981). Печатается с 1986 года. Уже первые произведения (поэмы «Лесная школа», «Жизнь Константина Устиновича Черненко», обе 1988; книга стихов «Общие места», 1990) вызвали широкую полемику, поставив автора в один ряд с Д. А. Приговым, Л. С. Рубинштейном и другими концептуалистами.
В 1996 году был среди деятелей культуры и науки, призвавших российские власти остановить войну в Чечне и перейти к переговорному процессу. В 2001 году подписал письмо в защиту телеканала НТВ.
В 1998 году являлся главным редактором издания «Пушкин». С конца 1990-х по 2003 год работал в телекомпаниях НТВ, ТВ-6 и ТВС автором текстов анонсов показываемых фильмов и телепередач, в 2004—2006 годах — обозревателем на радиостанции «Культура». С 2003 года по настоящее время снова работает на телевидении редактором и автором текстов анонсов на канале НТВ.
Переводил стихи Ахсара Кодзати с осетинского языка (с подстрочника). С 1995 года — член русского Пен-центра (вышел в 2017 году). С 1997 года член редсовета журнала «Литературное обозрение».

## Творчество
Публиковался в самиздате. Дебютировал в печати в конце 1980-х годов. Его поэзию относят к постмодернизму, соц-арту и концептуализму. Для Кибирова характерно пересмешничество, пародия, установка на скрытое и открытое цитирование как классической литературы, так и советских, идеологических или рекламных штампов. Андрей Левкин так высказался о творчестве Кибирова:
Тимур Кибиров — самый трагический русский поэт последних десяти лет (как минимум, учитывая и Бродского).
Творчеству Тимура Кибирова свойствен эпический размах. Вот как говорит об этом Елена Фанайлова:
Кибиров — один из немногих современных поэтов, который регулярно пишет поэмы и просто очень длинные повествовательные стихи. А это большое искусство, поколением русских постмодернистов практически утраченное. То есть у Кибирова имеется тяга к эпическому размаху.
Со второй половины 1990-х отходит от актуальной гражданской тематики. В его зрелой поэзии и прозе находят актуализацию евангельской темы, явно выраженное пушкинское начало: «У него пушкинские интимности и задушевные нежности, пушкинская любвеобильность» (Евгений Ермолин).

## Общественная позиция
В 2015 году, в интервью изданию «Кольта» Тимур Кибиров заявил:

В те самые «лихие 90-е» я — думаю, не один — перестал ощущать стыд за свое государство. Да, были бедные, и такие, и сякие, неустроенные — но, что называется, бедность — не порок. Лично — просто гордился: какие молодцы, из такого ужаса, которым является советская власть, выходим без посторонней помощи… Для людей моего поколения — очень сильное и приятное чувство. После жуткого стыда брежневских, андроповских, черненковских времён…
В стране же действительно фашизм. Если у слова «фашизм» есть твёрдое значение, то это — фашизм. Мы живём ещё не в гитлеровском, но вполне в муссолиниевском фашистском государстве…
(Владимир Путин) просто продукт некой среды, среды мерзкой, гэбэшной. Как получилось, что он оказался во главе ядерной державы, — честно говоря, не понимаю. Или совершенно идиотская случайность, сцепление случайностей — или, если возвращаться к тому, что я всё-таки какой-никакой, а христианин: его власть явно от дьявола… Это бесовская власть. Средоточие всех возможных соблазнов для нашей страны. Всех возможных гнусностей. У меня были в начале путинского правления иллюзии, совершенно постыдные и глупые, очень недолго. Мне хотелось верить, что он будет русским Пиночетом, прижмёт и урежет свободы, зато быстро проведёт либеральные экономические реформы. Свободы урезаны, реформ не проведено. Самое страшное: за всем этим нет никакой — даже призрачной, даже выморочной, как у коммунистов, — идеи. Никакой… Глупость и гонор. Держать власть. Быть. Не пускать других на свой двор. «Вы у меня будете по струнке ходить, потому что у меня есть атомная бомба».

## Основные публикации
- Общие места. — М.: 1990
- Календарь. — Владикавказ: 1991
- Стихи о любви. — М.: 1993

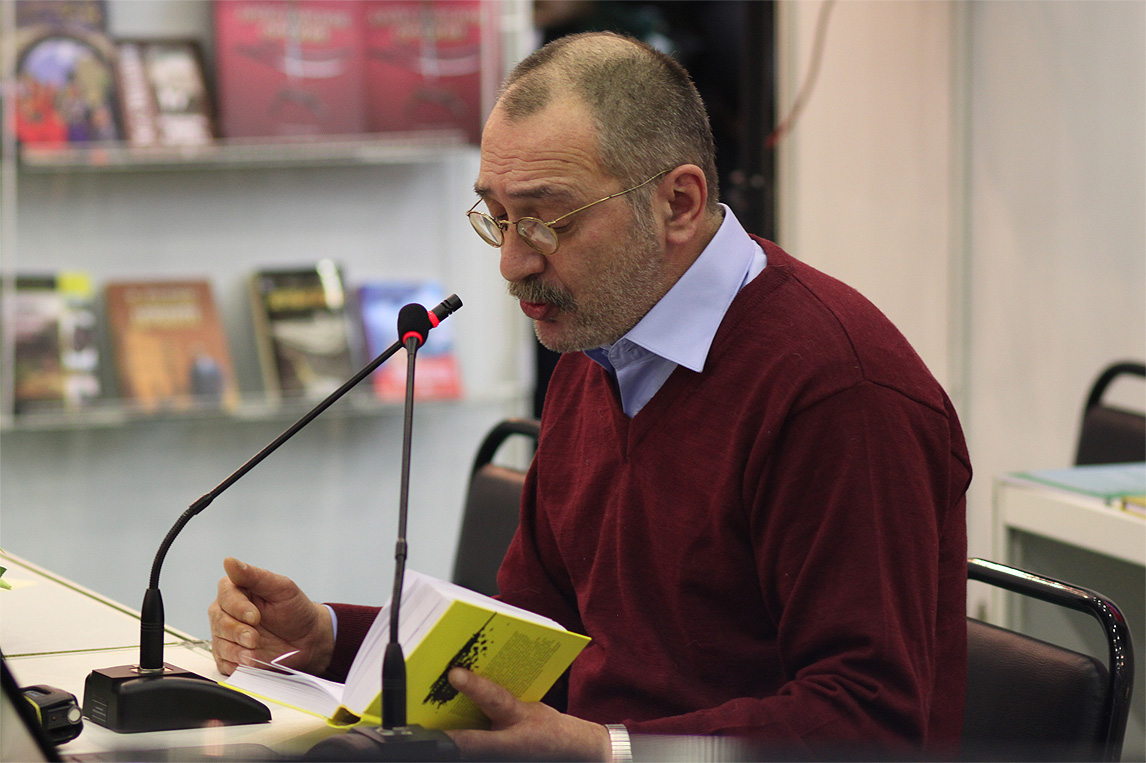
Тимур Кибиров читает свои стихи, 2011

- Сантименты: Восемь книг. — Белгород: 1994. — 384 с. — ISBN 5-8489-0001-9
- Когда был Ленин маленьким. — СПб.: 1995
- Парафразис. — СПб.: 1997
- Памяти Державина. — СПб.: Искусство, 1998. — 256 с. — ISBN 5-210-01526-2
- Избранные послания. — СПб.: 1998
- Интимная лирика. — СПб.: 1998
- Нотации: Книга новых стихотворений. — СПб.: Пушкинский фонд, 1999. — 72 с. ISBN 5-85767-009-8
- Улица Островитянова. — М.: 2000
- Юбилей лирического героя. — М.: Проект ОГИ, 2000. — 48 с. ISBN 5-900241-10-6
- Amor, exil. — СПб.: Пушкинский фонд, 2000. — 64 с.
- «Кто куда, а я — в Россию». — М.: Время, 2001. — 512 с.
- Шалтай-болтай. — СПб.: Пушкинский фонд, 2002. — 56 c. — ISBN 5-89803-103-0
- Стихи. — М.: Время, 2005. — 856 с. — ISBN 5-9691-0031-5
- Кара-барас. — М.: Время, 2006. — 64 с. — ISBN 5-9691-0098-6
- На полях «A Shropshire lad». — М.: Время, 2007. — 192 с. — ISBN 978-5-9691-0234-7
- Три поэмы. — М.: Время, 2008. — 128 с. — ISBN 978-5-9691-0312-2
- Стихи о любви. — М.: Время, 2009. — 896 с. — ISBN 978-5-9691-0372-6
- Греко- и римско-кафолические песенки и потешки. 1986—2009. — М.: Время, 2009. — 80 с. — ISBN 978-5-9691-0448-8
- Лада, или Радость. — М.: Время, 2010. — 192 с. — ISBN 978-5-9691-0568-3
- Избранные поэмы. — М.: ИГ Лениздат, 2013. — 128 с. — ISBN 978-5-4453-0210-0
- См.выше. — М.: Время, 2014. — 80 с. — (Поэтическая библиотека) ISBN 978-5-9691-1182-0
- Муздрамтеатр. — М.: Время, 2014. — 80 с. — (Поэтическая библиотека) ISBN 978-5-9691-1258-2
- Время подумать уже о душе: 2014—2015 (своевременная книжка). — СПб.: Пушкинский фонд, 2015. — 188 с. — ISBN 978-5-89803-246-3
- Генерал и его семья. — М.: Individuum, 2020. — 624 с. — ISBN 978-5-604-36054-5

## Награды
- Пушкинская премия фонда А. Тепфера (1993)[15]
- премии журналов «Знамя» (1994), «Арион» (1996)
- премия «Антибукер» («Незнакомка») (1997)
- премия «Северная Пальмира» (1997)
- премия «Поэт» (2008) — $50 тыс.
- Премия Правительства РФ в области культуры (2010) — за лирический сборник «Стихи о любви»[16]
- вторая премия «Большая книга» (2020) — за роман «Генерал и его семья»
- Государственная премия РСО-Алании им. К. Л. Хетагурова